# Polonuevo (ort)
Polonuevo är en ort i Colombia.   Den ligger i departementet Atlántico, i den norra delen av landet, 700 km norr om huvudstaden Bogotá. Polonuevo ligger 86 meter över havet och antalet invånare är 11 727.
Terrängen runt Polonuevo är platt. Runt Polonuevo är det ganska tätbefolkat, med 239 invånare per kvadratkilometer. Närmaste större samhälle är Soledad, 18,5 km nordost om Polonuevo. Omgivningarna runt Polonuevo är huvudsakligen savann.